# Auguste Girin
Pour les articles homonymes, voir Girin.
François Auguste Girin, né le 19 février 1835 à Versailles et mort le 12 mars 1867 à Paris 3e, est un compositeur français.

## Biographie
On lui doit les musiques d'une soixantaine de chansons du milieu du XIXe siècle sur des paroles, entre autres, de Charles Blondelet, Eugène Baillet, Henri Blondeau, Adolphe Mayer ou Louis-Adolphe Turpin de Sansay, dont :
- Ah! Si l'on écoutait les hommes ![3],
- L'Auvergnat patriote[4],
- L'Auvergnat beau danseur[5].